# Ilha de Ader
A ilha de Ader (em turco: Adır Adası) ou ilha de Lim (em armênio: Լիմ կղզի; romaniz.: Lim kłzi), é a maior ilha do lago de Vã, localizada no lado nordeste do lago, a um quilômetro da costa. Tem cerca de dois quilômetros de comprimento e meio de largura. Há rumores de que, durante a Antiguidade, conectava-se ao continente. Sua menção mais antiga foi feita por Tomás Arzerúnio no século X. Nela está localizado o abandonado Mosteiro de Lim. Durante o genocídio armênio, mais de 12 mil mulheres e crianças armênias cruzaram à ilha num período de três dias, enquanto algumas dezenas de homens cobriam sua retirada dos regimentos hamidianos. A situação logo se tornou crítica devido à falta de comida.